# Jednostka regionalna Ewros
Jednostka regionalna Ewros (nwgr.: Περιφερειακή ενότητα Έβρου) – jednostka administracyjna Grecji w regionie Macedonia Wschodnia i Tracja. Powołana do życia 1 stycznia 2011, wcześniej samodzielny nomos. Zamieszkana przez 133 tys. mieszkańców (2021).
W skład jednostki wchodzą gminy:
- Aleksandropolis (1),
- Didimoticho (2),
- Orestiada (3),
- Samotraka (4),
- Sufli (5).